# Dysphania transversa
Dysphania transversa är en fjärilsart som beskrevs av Walker 1854. Dysphania transversa ingår i släktet Dysphania och familjen mätare. Inga underarter finns listade i Catalogue of Life.